# المشيحوكه الشرقية (القطن)
'

تعديل مصدري - تعديل

المشيحوكه الشرقية هي إحدى قرى عزلة القطن بمديرية القطن التابعة لمحافظة حضرموت، بلغ تعداد سكانها 83 نسمة حسب تعداد اليمن لعام 2004.